# Brasileira (Piauí)
Brasileira is een gemeente in de Braziliaanse deelstaat Piauí. De gemeente telt 7.970 inwoners (schatting 2009).